# Barnabas Sibusiso Dlamini
Barnabas Sibusiso Dlamini (15 de maio de 1942 – 28 de setembro de 2018) foi primeiro-ministro de Essuatíni em dois mandatos, tendo sido o primeiro entre 1996 e 2003 e o segundo que durou de 2008 a 2018.
Antes, Dlamini também foi ministro das finanças do país, entre 1984 e 1993 e ainda diretor-executivo do Fundo Monetário Internacional (conhecido pela sigla FMI). Em 2003, após deixar pela primeira vez o cargo de primeiro-ministro, tornou-se conselheiro do rei Mswati III.

## Vida pessoal
Dlamini matrimoniou-se três vezes. Sua primeira esposa foi Jane Gezephi Matsebula, com quem se casou em 26 de junho de 1970 e que morreu 14 de dezembro de 2012 de insuficiência renal. Em 15 de março de 2014, casou-se com a Pastora Joy Nonjabulo Gladness Maziya. No entanto, Dlamini pediu o divórcio pouco mais de dois anos depois, em 1 de abril de 2016.
Em novembro de 2017, casou-se com Gugu Primrose Simelane, uma professora por profissão. Na época, Simelane era assistente do diretor da Escola Primária Nazarena de Siweni. Poucos meses depois de se casar com Dlamini, ela foi promovida a diretora da Escola Primária de Ngwenya.

### Morte
Dlamini viajou para Taiwan e África do Sul, em 2017, para realizar exames médicos. Ele foi internado em uma unidade de terapia intensiva em abril de 2018, na cidade de Mbabane. Faleceu em 28 de setembro de 2018, menos de um mês depois de deixar o posto de primeiro-ministro, aos 76 anos de idade, por razões naturais.

## Ligação externa
- Site oficial governamental de Essuatíni (em inglês)